# أسدالله عسكر أولادي
أسدالله عسكر أولادي (بالفارسية: اسدالله عسگراولادی) هو أحد أقطاب التجارة والأعمال في إيران، وله مصالح تجارية واسعة تشتمل على التصدير والأعمال المصرفية والعقارية والرعاية الصحية. يتحدر عسكر أولادي من أصل يهود، وقد اعتنق أجداده الإسلام على المذهب الشيعي.
كان من بين أغنى الإيرانيين في العالم، بحيث احتل المرتبة الثالثة في هذه القائمة، بينما كان ثاني أغنى شخص في إيران، مع ثروة قدرت بما يزيد على 9 مليارات دولار. إمبراطوريته التجارية تعود إلى سنة 1970، ومنذ ذلك الحين أصبح أحد المصدرين الرئيسيين للفاكهة المجففة والمكسرات والتوابل من إيران.
كان عضوًا بارزًا في مجتمع الأعمال الإيراني (وكان شقيقه وزير التجارة لسنوات عديدة). تولى رئاسة العديد من غرف التجارة الدولية بما في ذلك الغرف التجارية المشتركة بين إيران والصين، وإيران وأستراليا، وإيران وروسيا، وإيران وكندا.